# Малц ликьор
Малц ликьор (на английски: Malt liquor), е термин използван в Северна Америка, с който се обозначава както отделен американски стил бира, така и (в някои щати) въобще всяка силна бира с алкохолно съдържание над 5 об.%. В някои части на Канада понятието „малц ликьор“ (на френски: Liqueur de malt) се използва за обозначаване на всички малцови напитки като цяло.

## История и характеристика
Малц ликьорът е силна бира – лагер или ейл, с тъмнозлатист до кехлибарено-червен цвят. Докато типичната бира се прави предимно от ечемичен малц, вода и хмел, при малц ликьорите се използват и други по-евтини съставки, като царевица, ориз, или декстроза, както и други специални добавки. Използването на тези съставки, води до получаване на бири с по-високо алкохолно съдържание. Тези бири са склонни да бъдат малцови – т.е. леко сладки и не много горчиви.
Объркващото и непоследователно използване на термина „малц ликьор“ се дължи до голяма степен на различните разпоредби в американските закони за алкохолните напитки, действащи в различните щати. В някои щати, понятието „малц ликьор“ се отнася до всяка алкохолна напитка, направена от ферментирало зърно и вода; в тези щати дори безалкохолната бира може да се нарече и безалкохолен малц ликьор. В някои щати продукти с надпис „бира“ трябва да бъдат под определено алкохолно съдържание, като тези марки, които надвишават това количество, трябва да бъдат етикетирани като „малц ликьор“. Докато обикновената бира средно за САЩ е с алкохолно съдържание около 5 % об., малцовите ликьори варират обикновено от 6 до 9 % об.
Терминът „малц ликьор“ е документиран за първи път в Англия през 1690 г. като общ термин, обхващащ както бирата в стил лагер, така и ейловете. Първото споменаване на термина в Северна Америка се появява в патент, издаден от правителството на Канада на 6 юли 1842 г., до пивоварната G.Riley за „един по-добър метод за варене на ейл, бира, портер, и други малцови ликьори“.
Известни марки малц ликьори в САЩ са Colt 45, Сt.Ides, Mickey's, Steel Reserve, Hurricane, King Cobra и Olde English 800, но самия стил бира се появява за първи път през 1948 г., когато се появява марката „Clix“. Първата популярна марка малц ликьор в САЩ е „Country Club“, която е пусната на пазара през 1950 г. от пивоварната M. K. Goetz Brewing Company в Сейнт Джоузеф, щата Мисури.
Поради различните американски разпоредби, регулиращи пазара на бира в САЩ, много европейски бири, с по-високо съдържание на алкохол, са принудени също да се етикират като „малц ликьори“, за да се разпространяват на американския пазар – пр. „Löwenbräu Original“, „Carlsberg Elephant“, „Biere du Boucanier Red Ale“, „Samichlaus Bier“, които в родните си страни се етикират по различен начин.